# محمد عبد العال
محمد عطوة عبد العال كانَ قائدًا عسكريًا فلسطينيًا فضلًا عن كونهِ أحد المؤسسين الأوائل للجهاز العسكري في حركة حركة الجهاد الإسلامي في فلسطين.

## الحياة المُبكّرة
وُلدَ محمد عبد العال النور عام 1973 في مدينة رفح جنوب قطاع غزة، حيث نشأَ في كنفِ أسرة ملتزمة ومنخرطة في صفوف المقاومة الفلسطينيّة ضد الاحتلال الإسرائيلي. عُرف عبد العال وهو شابٌ في مدينة رفح بأخلاقه وهدوئه ودعوته الإسلامية كما زادت شهرته بفضلِ مشاركته الشعبية والعسكرية مع فصائل المقاومة الفلسطينيّة. تزوَّجَ محمد في وقتٍ لاحقٍ وأنجبَ طفلانِ وبنت واحدة: هشام عبد العال والذي أصبحَ فيما يعد مقاتلًا في قوات النخبة قبل مقتله لاحقًا في الأعمال العسكرية الداخلية، وأنس عبد العال ثمّ الابنة الثالثة سندس عبد العال.

## المسيرة العسكرية
تولى محمد عبد العال في وقتٍ ما قيادة قوات المقاومة التابعة لحركة الجهاد الإسلامي في المنطقة الجنوبية الاستراتيجية في قطاع غزة الذي كان محتلًا آن ذاك وبالتحديد مدينة رفح مسقط رأسه. كانَ محمّد مسؤولًا مباشرًا وغير مباشرٍ عن العديد من العمليات الهجوميّة ضد إسرائيل والتي راح ضحييتها ما يُقارب المائة بين قتيلٍ وجريح في صفوفِ الجيش الإسرائيلي والمستوطنين.
عملَ محمد عبد العال خلال سنوات نشاطه مع حركة الجهاد على محورين وهما الحراك الشعبي إبان انتفاضة القدس والعمل العسكري، وبرز محمد في دعم وتأمين ظهر الحراك في قطاع غزة، كما كان مشهورًا بصناعته لقنابل الصوت بطرق بدائية.

## الاستهداف الإسرائيلي

### محاولات الاغتيال
برزَ محمد عبد العال أكثر فأكثر وأصبحَ ملحوظًا جدًا بفضلِ دوره الكبير في عملية بيت ليد، فمعَ أنّه كان «الجندي المجهول» في العملية كما وصفه من شاركوا فيها من باقي القادة الميدانيين إلّا أنه كان من بينِ المخططين لهذه العملية برفقة عدد من قادة سرايا القدس والتي أوقعت 22 قتيلًا في صفوفِ الجيش الإسرائيلي. أصبحَ عبد العال هدفًا للجيشِ الإسرائيلي والحكومة على حدٍ سواء ذلك باعتراف بعضٍ من وزرائها وعلى رأسهم وزير النقل الإسرائيلي افرايم سنيه الذي قالَ إنّ محمد عبد العال «شاركَ في الماضي في اعتداءاتٍ ضد إسرائيل كان أخطرها حين أوقعَ 22 قتيلًا في كانون الثاني/يناير 1995 في بيت ليد عند مفترق طرقٍ قريبٍ من نتانيا (شمالي تل أبيب)». بعد سلسلة الهجمات الدامية ضدّ إسرائيل والتي أشرفَ عليها عبد العال، أدرجَ الموساد القيادي الفلسطيني ضمن قائمة المطلوبين الأوائل، فحاولَ جهاز الاستخبارات الإسرائيلي اغتياله عن طريق محاولة بيع جاسوس سيارة مفخخة له إلا أنه رفض الصفقة آنذاك لشعوره بأنها من تدبير الموساد.

### الاغتيال
اغتيلَ محمد عبد العال في الثاني من نيسان/أبريل 2001 بعدما استهدفته مروحيّة من طراز إيه إتش-64 أباتشي والتي كانت تحوم على علوٍ منخفضٍ في أجواء مدينة رفح بثلاث صواريخ باتجاه السيارة التي كان يستقلّها. أصابت الصواريخ السيارة بصورة مباشرة مما أسفر عن مقتل القيادي الفلسطيني على الفور، واعتُبرت عملية الاغتيال هذه أول عملية اغتيال تقوم بها قوات الاحتلال ضد قادة المقاومة الفلسطينية في قطاع غزة.